# 4e arrondissement de Bangui
Pour les articles homonymes, voir 4e arrondissement.
Le 4e arrondissement de Bangui est une subdivision administrative de la ville de Bangui, située dans la partie nord-est de la capitale centrafricaine. Avec près de 100 mille habitants, il est parmi les plus peuplés de Bangui.

## Situation
Il est limité au nord par la commune de Bégoua et s’étend au sud jusqu’à la colline. La route de Ndri le sépare du 1er arrondissement puis le traverse au sud pour rejoindre le 7e arrondissement en contournant la colline. L’avenue des Martyrs le sépare au sud-ouest du 5e arrondissement, il est traversé au sud-est par la route nationale RN2 : Avenue de l’Indépendance, qui le sépare plus au nord du 8e arrondissement.

## Quartiers
L’arrondissement est constitué de 30 quartiers, dont 18 recensés en 2003 : Cité Jean XXIII 1, Cité Jean XXIII 2, Cité Jean XXIII 3, Dédengué 1, Dédengué 2, Dédengué 3, Dédengué 4, Dédengué 5, Gobongo 1, Gobongo 2, Gobongo 4, Gobomgo Wananga, Kaimba, Lando 1, Lando 2, Lipia 1, Lipia 4, Ngoumboutou, Nguitto, Nguito 3, Ouham 1, Ouham-Pende 1, Sangba, Votongbo 1, Votongbo 2.

## Édifices et monuments
- Marché de Boy-Rabé
- Église catholique Saint Pierre de Gobongo, quartier Gobongo 5
- Paroisse catholique Saint Bernard de Votongbo, quartier Votongbo 1
- Monastère de Boy-Rabé, mission de la Communauté des Béatitudes, quartier Lando 2

## Santé
L'arrondissement compte plusieurs formations sanitaires, dont les centres de santé Saint Luc et Cité Jean XXIII et un hôpital : 
- Hôpital de l’Amitié, quartier Dédengué 4

## Représentation politique
La 4e arrondissement de Bangui est constitué de deux circonscriptions électorales législatives.
| Date d'élection | Identité                        | Parti       | notes               |
| --------------- | ------------------------------- | ----------- | ------------------- |
| 2016            | François Apollinaire Ko-Yapendé | indépendant | 1re circonscription |
| 2016            | Augustin Yangana Yahôté         | RDC         | 2e circonscription  |